# Саличето (Пјаченца)
Саличето је насеље у Италији у округу Пјаченца, региону Емилија-Ромања.
Према процени из 2011. у насељу је живело 200 становника. Насеље се налази на надморској висини од 57 м.